# Novozelandski morski lav
Novozelandski morski lav (Phocarctos hookeri), također poznat kao Hookerov morski lav ili whakahao na maorskom, vrsta je morskog lava koja živi na novozelandskom Južnom i u nekoj mjeri na Stewart otoku te u većoj mjeri oko novozelandskih antarktičkih otoka, posebno otoka Aucklanda. Rod kojem pripada je monotipičan.

## Karakteristike
Novozelandski morski lavovi, kao i svi ušati tuljani, obilježeni su spolnim dvoličjem. Odrasli mužjaci su dugački 240 – 350 cm, a teški 320 – 450 kg, dok su odrasle ženke dugačke 180 – 200 cm i teške 90 – 165 kg. Pri rođenju, dugi su 7 do 10 cm i teški 7 do 8 kg.

## Populacija
Kao jedan od većih životinja Novoga Zelanda, novozelandski morski lav je zaštićena vrsta i najugroženija vrsta morskoga lava na svijetu. Populacija im je od u padu od 1890-ih godina i spadaju među najugroženije životinje u svijetu. Smatra se da je sredinom 1990-ih postojalo oko 15.000 jedinki. Nakon izbijanja bolesti uzrokovane bakterijom Campylobacter 1998. godine, broj ima se značajno smanjio; bolest je prouzročila smrt oko 20 % odraslih ženki i 50 % mladunčadi te godine. Vrstu je zahvatilo još nekoliko bolesti; Klebsiella pneumoniae u 2002., oboljenje koje je nastavilo harati populaciju na otoku Enderby uzrokovanjem meningitisa i sepse kod mladunaca, i nepoznata bolest u 2013. godini.

## Vanjske poveznice
- Novozelandski morski lav. Odjel za zaštitu Novi Zeland  Arhivirana inačica izvorne stranice od 18. siječnja 2015. (Wayback Machine)
- Enciklopedija Novog Zelanda  Arhivirana inačica izvorne stranice od 27. veljače 2009. (Wayback Machine)
- ARKive - Fotografije i film o morskim lavovima  Arhivirana inačica izvorne stranice od 21. lipnja 2007. (Wayback Machine)